# R Horologii
R Horologii är en pulserande variabel av Mira Ceti-typ (M) i stjärnbilden Pendeluret. Stjärnan var den första i Pendelurets stjärnbild som fick en variabelbeteckning.
Stjärnan varierar mellan visuell magnitud +4,7 och 14,3 med en period av 407,6 dygn.

## Fotnoter
1. ↑  Variabelstjärnornas beteckningar börjar med bokstäverna R-Z, därefter A-Q, följt av RR-ZZ och AA-QQ, varefter de börjar betecknas med bokstaven V och ett ordningsnummer, från och med V335.